# Stürfis

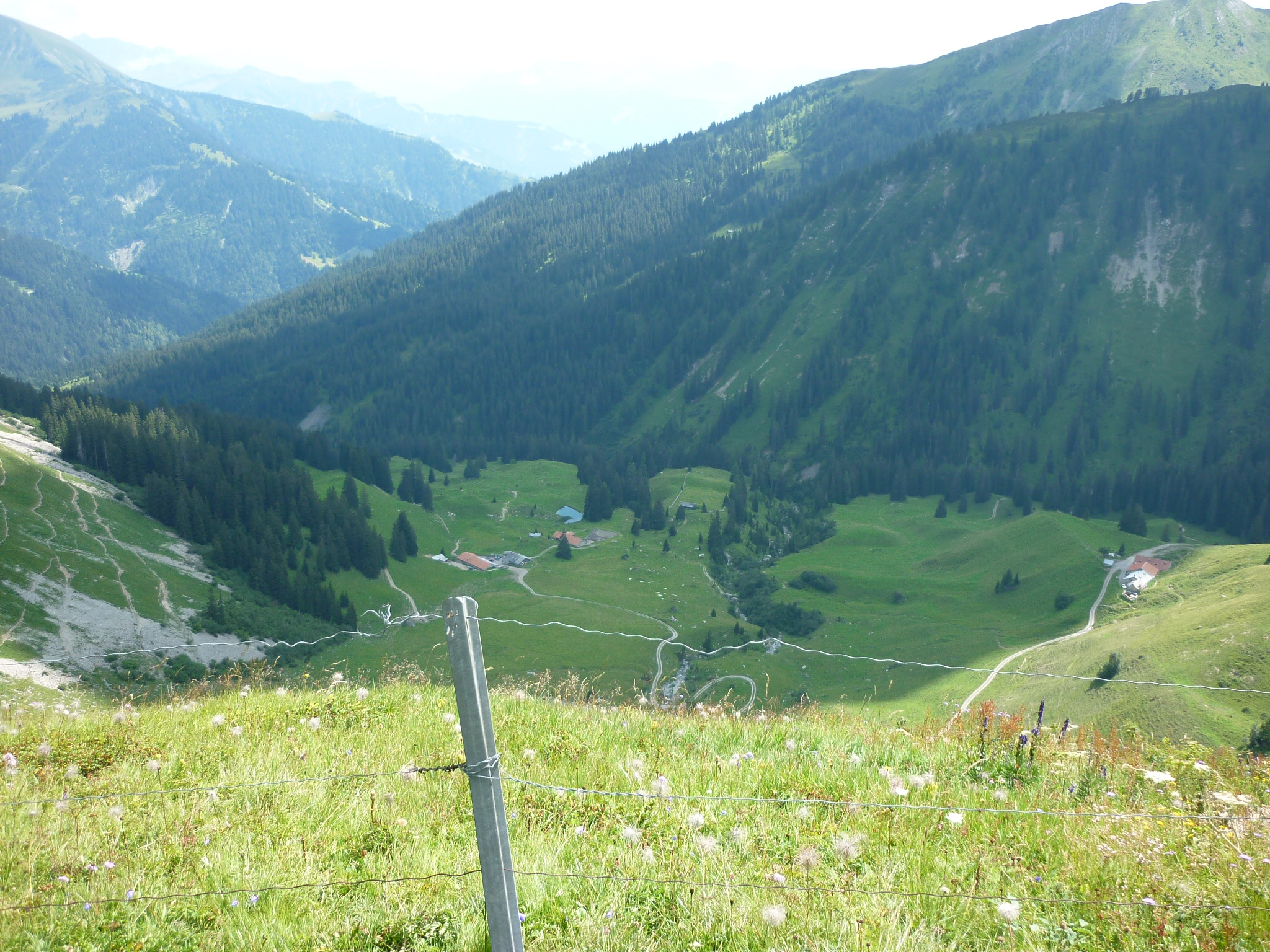
Alp und Walser Wüstung Stürfis, Ruine der Kapelle links vom See

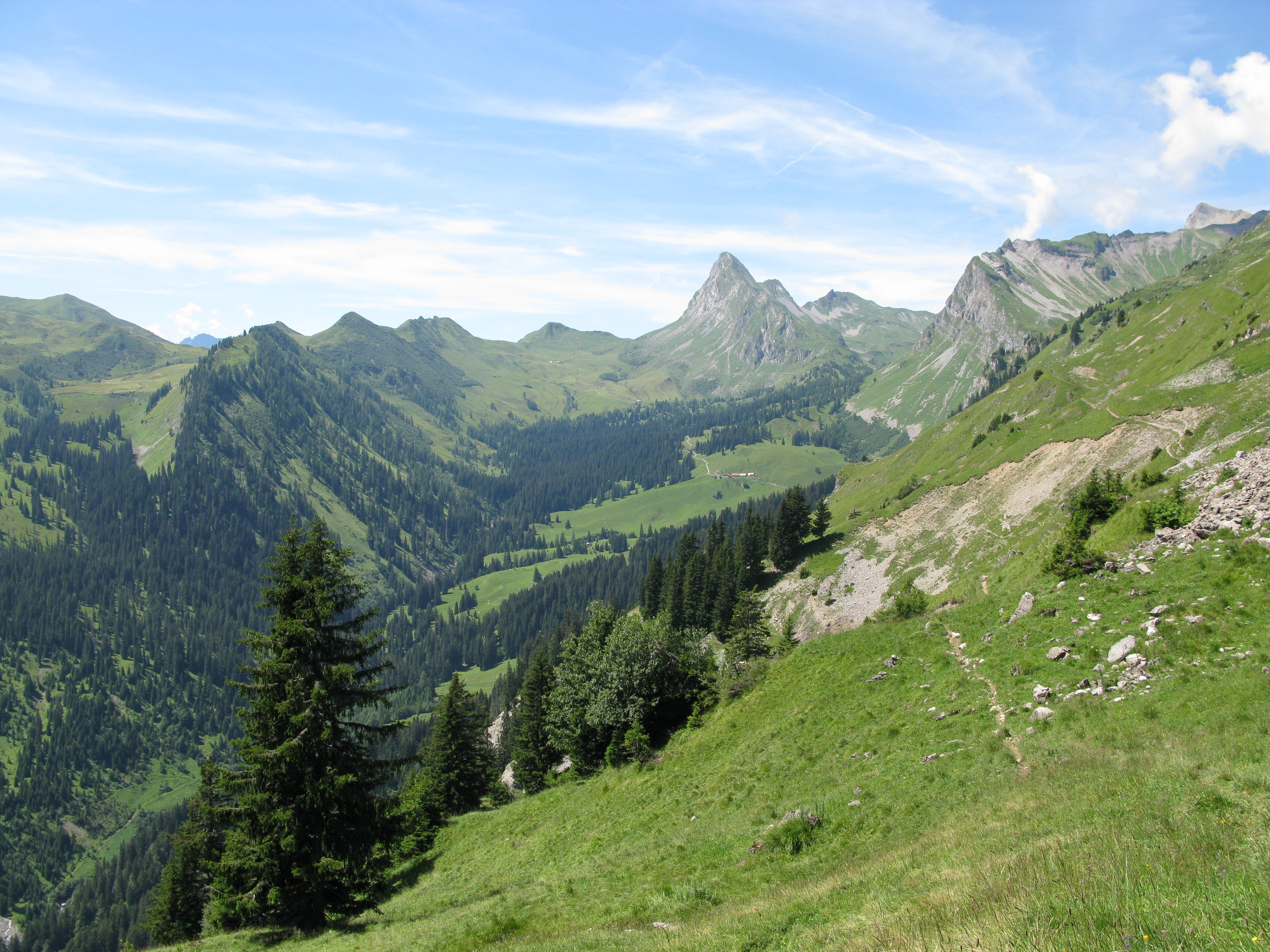
Stürfis in der Bildmitte, dahinter das Glegghorn

Stürfis ist eine Alp der Maienfelder Alpen und Wüstung einer ehemaligen Walsersiedlung auf 1577 m ü. M. Vom Churer Rheintal aus gesehen liegt sie hinter dem Alpenkamm, oberhalb von Seewis im Prättigau.

## Geschichte
Die Siedlung wurde erstmals 1333 erwähnt und ist damit die älteste urkundlich bekannte deutschsprachige Siedlung im Prättigau. Zusammen mit Guscha, Bovel, Rofels und Vatscherin bildete Stürfis die Walsergemeinde Berg innerhalb der Gemeinde Maienfeld. In den Wirren des Dreissigjährigen Krieges wurde die Siedlung aufgegeben. Ein grosser Teil der Bevölkerung war an der Pest gestorben. Vertraglich wurde Stürfis 1633 in eine Alp umgewandelt, die 38 überlebenden Einwohner siedelten nach Rofels (ebenfalls Teil der Walsergemeinde Berg) über. Ein Gedenkstein und die Ruinen der Kapelle, auf einem kleinen Hügel südlich der Alphütten, zeugen heute noch von der ehemaligen Dauerbesiedlung. Die Rofelser mit Walserabstammung liessen sich in der Mitte des 18. Jahrhunderts ins Stadtbürgerrecht von Maienfeld aufnehmen.